# Deutschland Cup 2003
14. ročník hokejového turnaje Deutschland Cup se konal od 7. do 9. listopadu 2003 v Hannoveru. Vyhrála jej hokejová reprezentace USA.

## Výsledky
| 7. listopadu 2003 16:00 | Švýcarsko | 5:3 (2:1, 2:0, 1:2) | Kanada | Preussag Arena, Hannover Návštěvnost: 1 846 |  |

| Zpráva (francouzsky)                                                                                 | |  |                                                               |
| 2:55 Daniel Steiner 13:38 Loïc Burkhalter 33:06 Ivo Rüthemann 37:16 Martin Plüss 44:29 Flavien Conne | 2:55 Daniel Steiner 13:38 Loïc Burkhalter 33:06 Ivo Rüthemann 37:16 Martin Plüss 44:29 Flavien Conne |  | 7:21 James Black 48:30 Andy Schneider 56:10 Hnat Domenichelli |

| 7. listopadu 2003 20:00 | Německo | 1:2 SN (0:1, 1:0, 0:0, 0:0) | USA | Preussag Arena, Hannover Návštěvnost: 3 123 |  |

| Zpráva (francouzsky)  |                       |  |                                                  |
| 21:51 Daniel Kreutzer | 21:51 Daniel Kreutzer |  | 15:03 Pat Roberts rozhodující nájezd Pat Mikesch |

| 8. listopadu 2003 14:30 | Švýcarsko | 1:4 (0:0, 0:2, 1:2) | Německo | Preussag Arena, Hannover Návštěvnost: 4 668 |  |

| Zpráva (francouzsky) |                     |  |                                                                                       |
| 55:34 Steve Hirschi  | 55:34 Steve Hirschi |  | 28:25 Alexander Serikow 37:15 Alexander Serikow 43:42 Lasse Kopitz 58:58 Lasse Kopitz |

| 8. listopadu 2003 18:00 | Kanada | 1:4 (0:1, 1:2, 0:1) | USA | Preussag Arena, Hannover Návštěvnost: 5 148 |  |

| Zpráva (francouzsky) |                   |  |                                                                         |
| 33:50 Brad Purdie    | 33:50 Brad Purdie |  | 3:50 Brett Harkins 22:04 Peter Ratchuk 23:17 Andy Roach 49:01 Ted Drury |

| 9. listopadu 2003 14:30 | Německo | 1:2 (0:1, 0:1, 1:0) | Kanada | Preussag Arena, Hannover Návštěvnost: 4 627 |  |

| Zpráva (francouzsky) |                      |  |                                        |
| 55:02 Stephan Retzer | 55:02 Stephan Retzer |  | 18:20 Steve Walker 23:35 Jean-Yves Roy |

| 9. listopadu 2003 18:00 | USA | 1:0 (0:0, 1:0, 0:0) | Švýcarsko | Preussag Arena, Hannover Návštěvnost: 3 007 |  |

| Zpráva (francouzsky) |
| 29:03 Ted Drury      |

## Konečná tabulka
| Poř. | Tým       | Z | V | VP | PP | P | Skóre | B |
| ---- | --------- | - | - | -- | -- | - | ----- | - |
| 1.   | USA       | 3 | 2 | 1  | 0  | 0 | 7:2   | 8 |
| 2.   | Německo   | 3 | 1 | 0  | 1  | 1 | 6:5   | 4 |
| 3.   | Švýcarsko | 3 | 1 | 0  | 0  | 2 | 6:8   | 3 |
| 4.   | Kanada    | 3 | 1 | 0  | 0  | 2 | 6:10  | 3 |

## Soupisky týmů
1.  USA 

Brankáři: Alex Westlund, Chris Rogles.

Obránci: Barry Richter, Brett Hauer, Peter Ratchuk, Chris Kelleher, Jeff Dessner, Dan Björnlie.

Útočníci: Yan Stastny, Ted Drury, Blake Sloan, Andy Roach, Pat Mikesch, Brian Gornick, Pat Roberts, Brett Harkins, Bryan Lundbohm, Derek Plante, Erik Westrum, Jeff Panzer.
2.  Německo 

Brankáři: Robert Müller, Oliver Jonas, Marc Seliger.

Obránci: Jochen Molling, Robert Leask, Stefan Schauer, Patrick Köppchen, Andreas Renz, Lasse Kopitz, Stephan Retzer, Michael Bakos, Jan Benda.

Útočníci: Vitalij Aab, Wayne Hynes, Stefan Ustorf, Martin Reichel, Alexander Serikow, Daniel Kreutzer, Tobias Abstreiter, Tomáš Martinec, Eduard Lewandowski, Tino Boos, Thomas Greilinger, Klaus Kathan, Boris Blank, Peter Abstreiter, Andreas Morczinietz.
3.  Švýcarsko 

Brankáři: Ronnie Rüeger, Marco Bührer.

Obránci: Mark Streit, Olivier Keller, Beat Gerber, Steve Hirschi, Noel Guyaz, David Jobin, Sandy Jeannin.

Útočníci: Patrik Bärtschi, Martin Plüss, Marcel Jenni, Daniel Steiner, Loïc Burkhalter, Thibaut Monnet, Valentin Wirz, Flavien Conne, Ivo Rüthemann, Patrick Fischer, Andreas Camenzind, Thierry Paterlini, Andres Ambühl.
4.  Kanada 

Brankáři: Ian Gordon, Frédéric Chabot.

Obránci: Darren van Impe, Francois Bouchard, Ken Sutton, Micki DuPont, Darryl Shannon, Jeff Tory, Chris Joseph.

Útočníci: Hnat Domenichelli, Rob Shearer, Steve Walker, Andy Schneider, Brad Purdie, Jean-Yves Roy, James Black, Craig Ferguson, Bruce Gardiner, David Oliver, Scott King, Mark Greig, Denis Pederson.